# Finale de la ligue mondiale de hockey sur gazon féminin 2014-2015
Navigation
2012-2013 2016-2017
La finale de la Ligue mondiale de hockey sur gazon féminin 2014-2015 est la dernière étape de l'édition 2014-2015 de la Ligue mondiale de hockey sur gazon. Il prend place du 5 au 13 décembre 2015 à Rosario en Argentine.
L'Argentine gagne le tournoi pour la première fois record en gagnant 5 - 1 contre la Nouvelle-Zélande. L'Allemagne gagne le match pour la troisième place par une victoire 6 - 2 contre la Chine,.

## Équipes qualifiées
Huit équipes participent à la compétition: le pays hôte plus les 7 pays qui se sont qualifiés durant les demi-finales.
| Dates                    | Événement                                                               | Lieu    | Quotas | Qualifié(s)                                                      |
| ------------------------ | ----------------------------------------------------------------------- | ------- | ------ | ---------------------------------------------------------------- |
| N/A                      | Pays hôte                                                               | N/A     | 1      | Argentine (3)                                                    |
| 10 - 21 juin 2015        | Demi-finales de la ligue mondiale de hockey sur gazon féminin 2014-2015 | Valence | 7      | Chine (5) Grande-Bretagne (6) Allemagne (9)                      |
| 20 juin - 4 juillet 2015 | Demi-finales de la ligue mondiale de hockey sur gazon féminin 2014-2015 | Anvers  | 7      | Pays-Bas (1) Australie (2) Nouvelle-Zélande (4) Corée du Sud (8) |

## Arbitres
Voici les 10 arbitres et les 2 arbitres vidéo nommés par la Fédération internationale de hockey sur gazon:
| - Soledad Iparraguirre - Irene Presenqui - Lisa Roach (arbitre vidéo) | - Aleesha Unka - Miao Lin - Frances Block | - Maggie Giddens - Michelle Meister - Emi Yamada | - Michelle Joubert - Carol Metchette (arbitre vidéo) - Ayanna McClean |

## Résultats
Toutes les heures correspondent à l'heure normale d'Argentine (UTC-3)

### Premier tour

#### Poule A
| Rang | Équipe           | J | V | N | P | BP | BC | Diff | Pts |
| ---- | ---------------- | - | - | - | - | -- | -- | ---- | --- |
| 1    | Pays-Bas         | 3 | 3 | 0 | 0 | 14 | 4  | +10  | 9   |
| 2    | Nouvelle-Zélande | 3 | 2 | 0 | 1 | 7  | 6  | +1   | 4   |
| 3    | Corée du Sud     | 3 | 0 | 1 | 2 | 4  | 9  | -5   | 1   |
| 4    | Allemagne        | 3 | 0 | 1 | 2 | 3  | 9  | -6   | 1   |

Source: FIH
En cas d'égalité de points de plusieurs équipes à l'issue des matchs de poule, les critères suivants sont appliqués dans l'ordre indiqué pour établir leur classement
1. Points,
2. Différence de buts,
3. Buts marqués,
4. Face à face.

| 5 décembre 2015 | Nouvelle-Zélande                    | 3 - 1   | Corée du Sud |                                                                          |                                                                          |
| 14h15           | Hayward 4e · Pearce 37e · Flynn 48e | (1 - 0) | 58e Seo      | Arbitrage : Frances Block Maggie Giddens Arbitre vidéo : Carol Metchette | Arbitrage : Frances Block Maggie Giddens Arbitre vidéo : Carol Metchette |
| 14h15           | Rapport                             |         |              | Arbitrage : Frances Block Maggie Giddens Arbitre vidéo : Carol Metchette | Arbitrage : Frances Block Maggie Giddens Arbitre vidéo : Carol Metchette |

|       | Pays-Bas                                                            | 5 - 1   | Allemagne |                                                                      |                                                                      |
| 16h30 | Krekelaar 16e · Welten 27e · Van Male 38e · Hoog 41e · De Goede 56e | (2 - 1) | 17e Haase | Arbitrage : Aleesha Unka Michelle Joubert Arbitre vidéo : Lisa Roach | Arbitrage : Aleesha Unka Michelle Joubert Arbitre vidéo : Lisa Roach |
| 16h30 | Rapport                                                             |         |           | Arbitrage : Aleesha Unka Michelle Joubert Arbitre vidéo : Lisa Roach | Arbitrage : Aleesha Unka Michelle Joubert Arbitre vidéo : Lisa Roach |

| 6 décembre 2015 | Corée du Sud | 1 - 1   | Allemagne |                                                                            |                                                                            |
| 14h15           | Han 45e      | (0 - 0) | 37e Hauke | Arbitrage : Irene Presenqui Ayanna McClean Arbitre vidéo : Carol Metchette | Arbitrage : Irene Presenqui Ayanna McClean Arbitre vidéo : Carol Metchette |
| 14h15           | Rapport      |         |           | Arbitrage : Irene Presenqui Ayanna McClean Arbitre vidéo : Carol Metchette | Arbitrage : Irene Presenqui Ayanna McClean Arbitre vidéo : Carol Metchette |

|       | Pays-Bas                                               | 4 - 1   | Nouvelle-Zélande |                                                            |                                                            |
| 16h30 | Van Maasakker 3e · Jonker 29e · Hoog 35e · Leurink 41e | (2 - 1) | 17e Webster      | Arbitrage : Miao Lin Emi Yamada Arbitre vidéo : Lisa Roach | Arbitrage : Miao Lin Emi Yamada Arbitre vidéo : Lisa Roach |
| 16h30 | Rapport                                                |         |                  | Arbitrage : Miao Lin Emi Yamada Arbitre vidéo : Lisa Roach | Arbitrage : Miao Lin Emi Yamada Arbitre vidéo : Lisa Roach |

Les matchs devaient être joués le 8 décembre mais ont été reportés en raison de fortes pluies.
| 9 décembre 2015 | Pays-Bas                                                            | 5 - 2   | Corée du Sud            |                                                                         |                                                                         |
| 10h30           | Welten 7e · Van Maasakker 17e · Hoog 27e · Jonker 41e · Keetels 49e | (3 - 2) | 14e Cheon · 30e Park S. | Arbitrage : Irene Presenqui Michelle Meister Arbitre vidéo : Lisa Roach | Arbitrage : Irene Presenqui Michelle Meister Arbitre vidéo : Lisa Roach |
| 10h30           | Rapport                                                             |         |                         | Arbitrage : Irene Presenqui Michelle Meister Arbitre vidéo : Lisa Roach | Arbitrage : Irene Presenqui Michelle Meister Arbitre vidéo : Lisa Roach |

|       | Nouvelle-Zélande                          | 3 - 1   | Allemagne |                                                                     |                                                                     |
| 12h45 | Harrison 19e · Hayward 32e · Thompson 42e | (1 - 0) | 45e Hauke | Arbitrage : Miao Lin Maggie Giddens Arbitre vidéo : Carol Metchette | Arbitrage : Miao Lin Maggie Giddens Arbitre vidéo : Carol Metchette |
| 12h45 | Rapport                                   |         |           | Arbitrage : Miao Lin Maggie Giddens Arbitre vidéo : Carol Metchette | Arbitrage : Miao Lin Maggie Giddens Arbitre vidéo : Carol Metchette |

#### Poule B
| Rang | Équipe          | J | V | N | P | BP | BC | Diff | Pts |
| ---- | --------------- | - | - | - | - | -- | -- | ---- | --- |
| 1    | Australie       | 3 | 2 | 0 | 1 | 3  | 2  | +1   | 6   |
| 2    | Chine           | 3 | 1 | 1 | 1 | 4  | 3  | +1   | 4   |
| 3    | Grande-Bretagne | 3 | 1 | 1 | 1 | 3  | 3  | 0    | 4   |
| 4    | Argentine       | 3 | 1 | 0 | 2 | 4  | 6  | -2   | 3   |

Source: FIH
En cas d'égalité de points de plusieurs équipes à l'issue des matchs de poule, les critères suivants sont appliqués dans l'ordre indiqué pour établir leur classement
1. Points,
2. Différence de buts,
3. Buts marqués,
4. Face à face.

| 5 décembre 2015 | Australie  | 1 - 0   | Chine |                                                                             |                                                                             |
| 18h45           | Morgan 43e | (0 - 0) |       | Arbitrage : Soledad Iparraguirre Emi Yamada Arbitre vidéo : Carol Metchette | Arbitrage : Soledad Iparraguirre Emi Yamada Arbitre vidéo : Carol Metchette |
| 18h45           | Rapport    |         |       | Arbitrage : Soledad Iparraguirre Emi Yamada Arbitre vidéo : Carol Metchette | Arbitrage : Soledad Iparraguirre Emi Yamada Arbitre vidéo : Carol Metchette |

|       | Argentine                   | 2 - 1   | Grande-Bretagne |                                                                  |                                                                  |
| 21h00 | Granatto 15e · A. Habif 41e | (1 - 1) | 5e Owsley       | Arbitrage : Miao Lin Michelle Meister Arbitre vidéo : Lisa Roach | Arbitrage : Miao Lin Michelle Meister Arbitre vidéo : Lisa Roach |
| 21h00 | Rapport                     |         |                 | Arbitrage : Miao Lin Michelle Meister Arbitre vidéo : Lisa Roach | Arbitrage : Miao Lin Michelle Meister Arbitre vidéo : Lisa Roach |

| 6 décembre 2015 | Chine    | 1 - 1   | Grande-Bretagne         |                                                                         |                                                                         |
| 18h45           | Wang 43e | (0 - 0) | 34e H. Richardson-Walsh | Arbitrage : Aleesha Unka Maggie Giddens Arbitre vidéo : Carol Metchette | Arbitrage : Aleesha Unka Maggie Giddens Arbitre vidéo : Carol Metchette |
| 18h45           | Rapport  |         |                         | Arbitrage : Aleesha Unka Maggie Giddens Arbitre vidéo : Carol Metchette | Arbitrage : Aleesha Unka Maggie Giddens Arbitre vidéo : Carol Metchette |

|       | Argentine | 1 - 2   | Australie              |                                                                         |                                                                         |
| 21h00 | Merino 4e | (1 - 0) | 53e Kenny · 60e Morgan | Arbitrage : Frances Block Michelle Joubert Arbitre vidéo : Aleesha Unka | Arbitrage : Frances Block Michelle Joubert Arbitre vidéo : Aleesha Unka |
| 21h00 | Rapport   |         |                        | Arbitrage : Frances Block Michelle Joubert Arbitre vidéo : Aleesha Unka | Arbitrage : Frances Block Michelle Joubert Arbitre vidéo : Aleesha Unka |

| 8 décembre 2015 | Australie | 0 - 1   | Grande-Bretagne         |                                                                                |                                                                                |
| 14h15           |           | (0 - 1) | 26e H. Richardson-Walsh | Arbitrage : Soledad Iparraguirre Aleesha Unka Arbitre vidéo : Michelle Joubert | Arbitrage : Soledad Iparraguirre Aleesha Unka Arbitre vidéo : Michelle Joubert |
| 14h15           | Rapport   |         |                         | Arbitrage : Soledad Iparraguirre Aleesha Unka Arbitre vidéo : Michelle Joubert | Arbitrage : Soledad Iparraguirre Aleesha Unka Arbitre vidéo : Michelle Joubert |

|       | Argentine       | 1 - 3   | Chine                        |                                                                     |                                                                     |
| 16h30 | Barrionuevo 32e | (0 - 1) | 22e Wang · 39e Zhao · 42e Yu | Arbitrage : Emi Yamada Ayanna McClean Arbitre vidéo : Frances Block | Arbitrage : Emi Yamada Ayanna McClean Arbitre vidéo : Frances Block |
| 16h30 | Rapport         |         |                              | Arbitrage : Emi Yamada Ayanna McClean Arbitre vidéo : Frances Block | Arbitrage : Emi Yamada Ayanna McClean Arbitre vidéo : Frances Block |

### Phase finale
|  | Quarts de finale | Quarts de finale |                  |       | Demi-finales           | Demi-finales |  |  | Finale    | Finale |
|  | Quarts de finale | Quarts de finale |                  |       | Demi-finales           | Demi-finales |  |  | Finale    | Finale |
|  |                  |                  |                  |       |                        |              |  |  |           |        |
|  |                  |                  |                  |       |                        |              |  |  |           |        |
|  |                  |                  |                  |       |                        |              |  |  |           |        |
|  | Argentine        | 1                |                  |       |                        |              |  |  |           |        |
|  | Argentine        | 1                |                  |       |                        |              |  |  |           |        |
|  | Pays-Bas         | 0                |                  |       |                        |              |  |  |           |        |
|  | Pays-Bas         | 0                | Argentine        | 1     |                        |              |  |  |           |        |
|  |                  |                  | Argentine        | 1     |                        |              |  |  |           |        |
|  |                  | Chine            | 0                |       |                        |              |  |  |           |        |
|  | Chine            | Chine            | 0                | 3     |                        |              |  |  |           |        |
|  | Chine            |                  |                  | 3     |                        |              |  |  |           |        |
|  | Corée du Sud     | 1                |                  |       |                        |              |  |  |           |        |
|  | Corée du Sud     | 1                | Argentine        | 5     |                        |              |  |  |           |        |
|  |                  |                  | Argentine        | 5     |                        |              |  |  |           |        |
|  |                  | Nouvelle-Zélande | 1                |       |                        |              |  |  |           |        |
|  | Australie        | Nouvelle-Zélande | 1                | 2 (1) |                        |              |  |  |           |        |
|  | Australie        |                  |                  | 2 (1) |                        |              |  |  |           |        |
|  | Allemagne        | 2 (2)            |                  |       |                        |              |  |  |           |        |
|  | Allemagne        | 2 (2)            | Nouvelle-Zélande | 2     |                        |              |  |  |           |        |
|  |                  |                  | Nouvelle-Zélande | 2     | Match pour la 3e place |              |  |  |           |        |
|  |                  | Allemagne        | 1                |       |                        |              |  |  |           |        |
|  | Nouvelle-Zélande | Allemagne        | 1                | 2     |                        |              |  |  |           |        |
|  | Nouvelle-Zélande |                  |                  | 2     |                        |              |  |  |           |        |
|  | Grande-Bretagne  | 1                |                  | Chine | 2                      |              |  |  |           |        |
|  | Grande-Bretagne  | 1                |                  | Chine | 2                      |              |  |  |           |        |
|  |                  |                  |                  |       |                        |              |  |  | Allemagne | 6      |
|  |                  |                  |                  |       |                        |              |  |  | Allemagne | 6      |

Les quarts de finale perdants sont classés en fonction de leurs résultats du premier tour afin de déterminer les rencontres pour les matchs de classement de la cinquième à la huitième place.
| Rang | Équipe          | J | V | N | P | BP | BC | Diff | Pts |
| ---- | --------------- | - | - | - | - | -- | -- | ---- | --- |
| 1    | Pays-Bas        | 3 | 3 | 0 | 0 | 14 | 4  | +10  | 9   |
| 2    | Australie       | 3 | 1 | 1 | 1 | 3  | 2  | +1   | 4   |
|      |                 |   |   |   |   |    |    |      |     |
| 3    | Grande-Bretagne | 3 | 1 | 1 | 1 | 3  | 3  | 0    | 4   |
| 4    | Corée du Sud    | 3 | 0 | 1 | 2 | 4  | 9  | -5   | 0   |

En cas d'égalité de points de plusieurs équipes à l'issue des matchs de poule, les critères suivants sont appliqués dans l'ordre indiqué pour établir leur classement
1. Points,
2. Différence de buts,
3. Buts marqués.

#### Quarts de finale
| 10 décembre 2015 | Chine                              | 3 - 1   | Corée du Sud |                                                                          |                                                                          |
| 13h30            | Wang 9e · Zhang X. 45e · Wu Q. 60e | (1 - 1) | 5e Cheon     | Arbitrage : Frances Block Ayanna McClean Arbitre vidéo : Carol Metchette | Arbitrage : Frances Block Ayanna McClean Arbitre vidéo : Carol Metchette |
| 13h30            | Rapport                            |         |              | Arbitrage : Frances Block Ayanna McClean Arbitre vidéo : Carol Metchette | Arbitrage : Frances Block Ayanna McClean Arbitre vidéo : Carol Metchette |

|       | Nouvelle-Zélande     | 2 - 1   | Grande-Bretagne         |                                                                              |                                                                              |
| 16h00 | Punt 22e · Merry 59e | (1 - 0) | 54e H. Richardson-Walsh | Arbitrage : Soledad Iparraguirre Michelle Meister Arbitre vidéo : Lisa Roach | Arbitrage : Soledad Iparraguirre Michelle Meister Arbitre vidéo : Lisa Roach |
| 16h00 | Rapport              |         |                         | Arbitrage : Soledad Iparraguirre Michelle Meister Arbitre vidéo : Lisa Roach | Arbitrage : Soledad Iparraguirre Michelle Meister Arbitre vidéo : Lisa Roach |

|       | Australie                                    | 2 - 2             | Allemagne                             |                                                                        |                                                                        |
| 18h30 | Nanscawen 5e · Slattery 25e                  | (2 - 0)           | 44e, 60e Altenburg                    | Arbitrage : Irene Presenqui Emi Yamada Arbitre vidéo : Carol Metchette | Arbitrage : Irene Presenqui Emi Yamada Arbitre vidéo : Carol Metchette |
| 18h30 | Rapport                                      |                   |                                       | Arbitrage : Irene Presenqui Emi Yamada Arbitre vidéo : Carol Metchette | Arbitrage : Irene Presenqui Emi Yamada Arbitre vidéo : Carol Metchette |
| 18h30 | Blyth · Nanscawen · Dwyer · Williams · Kenny | Tirs au but 1 - 2 | Müller · Mävers · Altenburg · Teschke | Arbitrage : Irene Presenqui Emi Yamada Arbitre vidéo : Carol Metchette | Arbitrage : Irene Presenqui Emi Yamada Arbitre vidéo : Carol Metchette |

|       | Argentine | 1 - 0   | Pays-Bas |                                                                  |                                                                  |
| 21h00 | Merino 4e | (1 - 0) |          | Arbitrage : Miao Lin Michelle Joubert Arbitre vidéo : Lisa Roach | Arbitrage : Miao Lin Michelle Joubert Arbitre vidéo : Lisa Roach |
| 21h00 | Rapport   |         |          | Arbitrage : Miao Lin Michelle Joubert Arbitre vidéo : Lisa Roach | Arbitrage : Miao Lin Michelle Joubert Arbitre vidéo : Lisa Roach |

#### Septième et huitième place
| 12 décembre 2015 | Grande-Bretagne                                                    | 5 - 1   | Corée du Sud |                                                                      |                                                                      |
| 11h30            | White 9e, 48e · Watton 29e · Macleod 33e · H. Richardson-Walsh 58e | (2 - 0) | 58e Han      | Arbitrage : Maggie Giddens Ayanna McClean Arbitre vidéo : Lisa Roach | Arbitrage : Maggie Giddens Ayanna McClean Arbitre vidéo : Lisa Roach |
| 11h30            | Rapport                                                            |         |              | Arbitrage : Maggie Giddens Ayanna McClean Arbitre vidéo : Lisa Roach | Arbitrage : Maggie Giddens Ayanna McClean Arbitre vidéo : Lisa Roach |

#### Cinquième et sixième place
| 12 décembre 2015 | Pays-Bas   | 1 - 0   | Australie |                                                                        |                                                                        |
| 14h00            | Welten 42e | (0 - 0) |           | Arbitrage : Aleesha Unka Frances Block Arbitre vidéo : Carol Metchette | Arbitrage : Aleesha Unka Frances Block Arbitre vidéo : Carol Metchette |
| 14h00            | Rapport    |         |           | Arbitrage : Aleesha Unka Frances Block Arbitre vidéo : Carol Metchette | Arbitrage : Aleesha Unka Frances Block Arbitre vidéo : Carol Metchette |

#### Demi-finales
| 12 décembre 2015 | Nouvelle-Zélande         | 2 - 1   | Allemagne    |                                                                             |                                                                             |
| 16h30            | Pearce 9e · Thompson 25e | (2 - 0) | 36e Hoffmann | Arbitrage : Soledad Iparraguirre Irene Presenqui Arbitre vidéo : Lisa Roach | Arbitrage : Soledad Iparraguirre Irene Presenqui Arbitre vidéo : Lisa Roach |
| 16h30            | Rapport                  |         |              | Arbitrage : Soledad Iparraguirre Irene Presenqui Arbitre vidéo : Lisa Roach | Arbitrage : Soledad Iparraguirre Irene Presenqui Arbitre vidéo : Lisa Roach |

|       | Argentine | 1 - 0   | Chine |                                                                               |                                                                               |
| 19h00 | Campoy 7e | (1 - 0) |       | Arbitrage : Michelle Meister Michelle Joubert Arbitre vidéo : Carol Metchette | Arbitrage : Michelle Meister Michelle Joubert Arbitre vidéo : Carol Metchette |
| 19h00 | Rapport   |         |       | Arbitrage : Michelle Meister Michelle Joubert Arbitre vidéo : Carol Metchette | Arbitrage : Michelle Meister Michelle Joubert Arbitre vidéo : Carol Metchette |

#### Troisième et quatrième place
| 13 décembre 2015 | Chine           | 2 - 6   | Allemagne                                                                                |                                                                                  |                                                                                  |
| 16h30            | Mengyu 27e, 38e | (1 - 4) | 8e Oldhafer · 9e Hoffmann · 13e Müller · 15e Muller-Wieland · 38e Mävers · 42e Altenburg | Arbitrage : Soledad Iparraguirre Irene Presenqui Arbitre vidéo : Carol Metchette | Arbitrage : Soledad Iparraguirre Irene Presenqui Arbitre vidéo : Carol Metchette |
| 16h30            | Rapport         |         |                                                                                          | Arbitrage : Soledad Iparraguirre Irene Presenqui Arbitre vidéo : Carol Metchette | Arbitrage : Soledad Iparraguirre Irene Presenqui Arbitre vidéo : Carol Metchette |

#### Finale
| 13 décembre 2015 | Argentine                                                            | 5 - 1   | Nouvelle-Zélande |                                                                  |                                                                  |
| 19h00            | Granatto 16e · Campoy 29e · Dupuy 41e · Barrionuevo 44e · Merino 50e | (2 - 0) | 34e Punt         | Arbitrage : Miao Lin Michelle Joubert Arbitre vidéo : Lisa Roach | Arbitrage : Miao Lin Michelle Joubert Arbitre vidéo : Lisa Roach |
| 19h00            | Rapport                                                              |         |                  | Arbitrage : Miao Lin Michelle Joubert Arbitre vidéo : Lisa Roach | Arbitrage : Miao Lin Michelle Joubert Arbitre vidéo : Lisa Roach |

## Statistiques

### Classement final
| Rang               | Grp | Équipe           | J | V | N | P | BP | BC | Diff | Pts | Classement final             |
| ------------------ | --- | ---------------- | - | - | - | - | -- | -- | ---- | --- | ---------------------------- |
| Médaille d'or      | B   | Argentine        | 6 | 4 | 0 | 2 | 11 | 7  | +4   | 12  | Médaille d'or                |
| Médaille d'argent  | A   | Nouvelle-Zélande | 6 | 4 | 0 | 2 | 12 | 13 | -1   | 12  | Médaille d'argent            |
| Médaille de bronze | A   | Allemagne        | 6 | 1 | 2 | 3 | 12 | 15 | -3   | 5   | Médaille de bronze           |
| 4                  | B   | Chine            | 6 | 2 | 1 | 3 | 9  | 11 | -2   | 7   | Quatrième place              |
| 5                  | A   | Pays-Bas         | 5 | 4 | 0 | 1 | 15 | 5  | +10  | 12  | Éliminés en quarts de finale |
| 6                  | B   | Australie        | 5 | 2 | 1 | 2 | 5  | 5  | 0    | 7   | Éliminés en quarts de finale |
| 7                  | B   | Grande-Bretagne  | 5 | 2 | 1 | 2 | 9  | 6  | +3   | 7   | Éliminés en quarts de finale |
| 8                  | A   | Corée du Sud     | 5 | 0 | 1 | 4 | 6  | 17 | -11  | 1   | Éliminés en quarts de finale |

### Buteuses
Il y a eu 79 buts marqués en 22 matches, pour une moyenne de 3,59 buts par match.